# Prêmios e honrarias recebidos por Fernando Henrique Cardoso

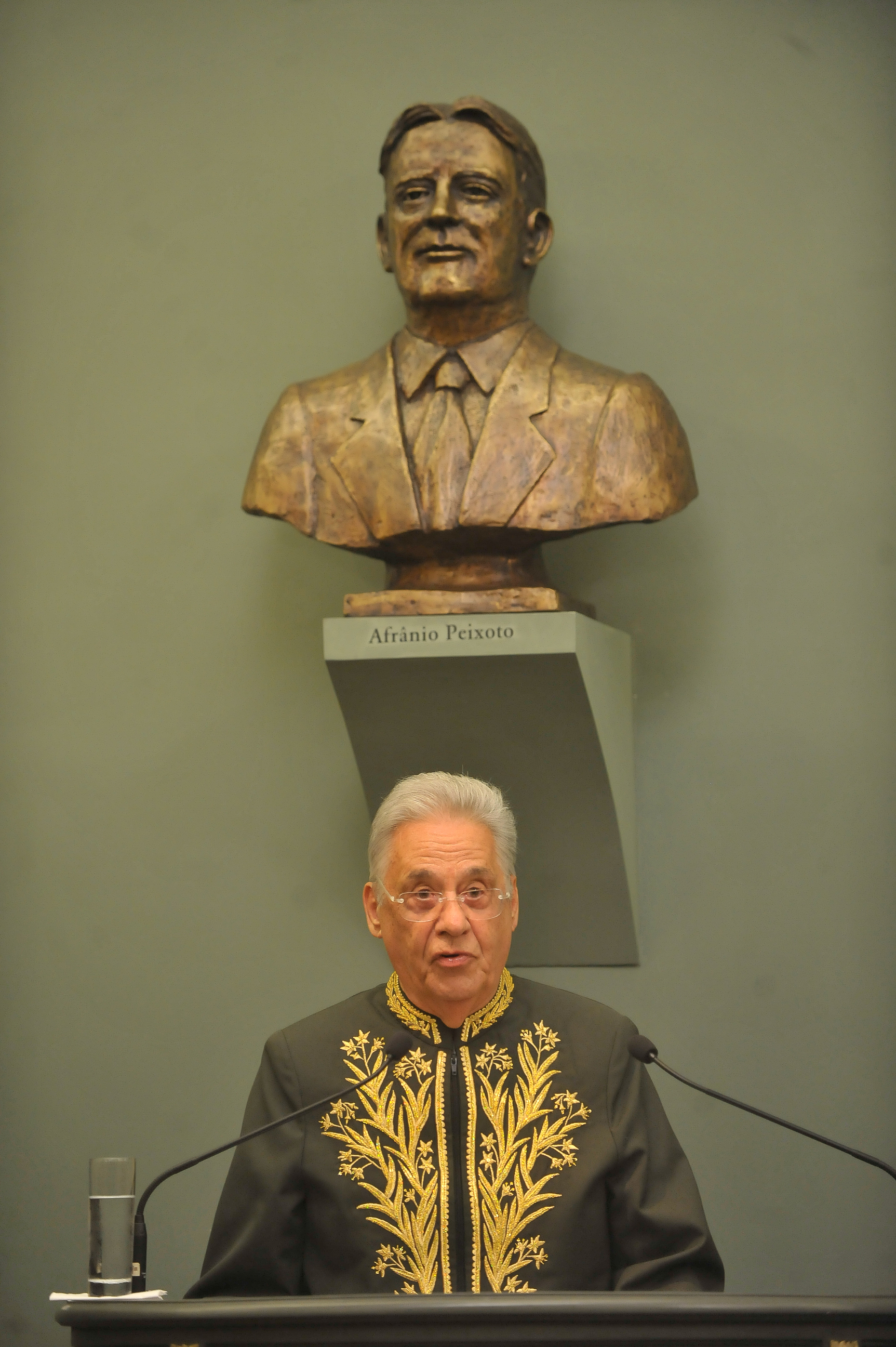
Posse de Fernando Henrique Cardoso na Academia Brasileira de Letras, setembro de 2013

Esta é uma lista dos principais prêmios e honrarias que o ex-presidente do Brasil Fernando Henrique Cardoso recebeu.

## Prêmios
- Prêmio Príncipe das Astúrias de "Cooperação Internacional" em 2000.
- O primeiro dos Prêmios "Mahbub ul Haq por Notável Contribuição ao Desenvolvimento Humano" do Programa das Nações Unidas para o Desenvolvimento em 2002.[1]
- Prêmio J. William Fulbright em 2003.[2]
- Prêmio John W. Kluge em 2012.[3]

## Condecorações Brasileiras[4]
- 2012 Medalha do Mérito Marechal Deodoro da Fonseca, Governo de Alagoas, Maceió (AL) (19/11)
- 2008 Ordem do Poncho Verde, Rio Grande do Sul (Grã-Cruz), 25/08)
- 2002 Ordem do Mérito do Congresso Nacional (Grande-Colar) (11/12)
- Ordem Estadual do Mérito Jerônimo Monteiro, Vitória, ES (Grande-Colar) (24/12)
- Ordem do Mérito da Defesa (Grã-Cruz) (18/09)
- Medalha do Mérito do Ministério Público, Brasília, DF (15/08)
- Ordem do Mérito Industrial, Confederação Nacional da Indústria (25/03)
- 2001 Ordem do Mérito do Tocantins (Grã-Cruz) (05/10)
- 2000 Ordem do Mérito Brasília (Grande-Colar) (26/04)
- Medalha JK - Ordem do Mérito do Transporte Brasileiro (Grã-Cruz) (25/11)
- Ordem do Mérito do Ministério Público Militar (Grã-Cruz) (27/10)
- Ordem da Estrela do Acre (Grã-Cruz) (20/08)
- 1998 Ordem do Mérito Xingu (Grande-Oficial) (13/06)
- Ordem do Mérito Grão Pará (Grande-Colar) (12/06)
- 1997 Ordem do Mérito Pantaneiro (Grã-Cruz) (13/11)
- Medalha do Mérito da Justiça Eleitoral do Rio de Janeiro (21/10)
- 1996 Medalha do Mérito Santos Dumont (Grande-Colar) (24/10)
- Medalha Mérito Bárbara de Alencar, Prefeitura Municipal do Crato, CE (30/03)
- 1995 Ordem do Mérito Científico (Grã-Cruz) (13/10)
- Ordem do Mérito Judiciário do Trabalho (Grão-Colar) (11/08)
- Medalha Cruz de Ferro (Força Expedicionária Brasileira)(17/06)
- Ordem do Mérito Judiciário Militar (Grã-Cruz) (07/04)
- 1994 Medalha de Mérito Pedro Ernesto, Câmara Municipal de Rio de Janeiro (11/05)
- Ordem do Mérito Judiciário do Trabalho (Grã-Cruz) (29/06)
- Ordem do Mérito Brasília (Grã-Cruz) (23/04)
- Ordem do Mérito de Rio Branco (Grã-Cruz) (22/03)
- Ordem do Mérito Forças Armadas (Grã-Cruz) (11/02)
- Ordem do Mérito Militar (Grã-Cruz) (23/11)
- Ordem do Mérito Aeronáutico (Grã-Cruz) (14/10)
- Ordem do Mérito Naval (Grã-Cruz) (13/10)
- 1991 Ordem do Mérito de Tocantins (Grande-Oficial) (03/09)
- 1987 Ordem do Mérito do Congresso Nacional (Grande-Oficial) (17/12)
- Ordem do Mérito Aeronáutico (Grande-Oficial) (01/09)
- Ordem do Mérito Educativo (Grande-Oficial) (13/06)
- Ordem do Mérito do Rio Branco (Grande-Oficial) (07/05)
- Ordem do Mérito Naval (Grande-Oficial) (06/05)
- Ordem do Mérito Brasília (Grande-Oficial) (21/04)
- 1985 Ordem Nacional do Mérito (Grã-Cruz) (01/01)
- Medalha Anchieta, Câmara Municipal de São Paulo (27/08)
- Medalha Mérito Tamandaré (11/06)
- Ordem do Mérito Judiciário do Trabalho (Grande-Oficial) (10/06)
- Ordem do Mérito Forças Armadas (Grande-Oficial)
- Ordem do Mérito Militar (Grande-Oficial)

## Condecorações Estrangeiras[4][5]
2012 Medalha da Câmara Municipal de Lisboa, Portugal (12/09)
- 2006 Ordem do Congresso da Colômbia, Colômbia, (Grã-Cruz Extraordinária) (09/02)
- Ordem de Boyacá, Colômbia (Grã-Cruz) (01/04)
- Ordem do “Libertador San Martin”, Argentina (Colar) (08/04)
- Ordem Nacional “Juan Mora Fernández”, Costa Rica (Grã-Cruz) (04/04)
- Ordem “Francisco de Miranda”, Venezuela (Grã-Cruz) (29/03)
- Ordem “Condor de los Andes”, Bolívia (Grande-Colar) (15/03)
- 2001 Ordem Nacional do Mérito, Equador (Grande-Colar) (01/10)
- Ordem do “Congreso Nacional de la República del Ecuador”, Equador (28/09)
- Ordem Nacional do Mérito, Equador (Grã-Cruz) (29/04)
- Ordem “General Rumiñahui”, Província de Pichincha, Equador (12/09)
- Ordem de Manuel Amador Guerrero, Panamá (Colar) (08/08)
- Ordem do Mérito, Chile (Grande-Colar) (02/03)
- Ordem do Mérito, Chile (Grã-Cruz) (08/03)
- Ordem do Mérito da Câmara dos Deputados, Chile (01/10)
- Ordem Nacional do Mérito, Paraguai (Colar Mariscal Francisco Solano López) (26/06)
- Ordem “El Sol del Perú”, Peru (Grã-Cruz com Brilhantes) (26/02)
- Ordem “Al Mérito por Servicios Distinguidos”, Peru (Grã-Cruz Especial) (16/04)
- Medalha da República, Uruguai (20/06)
- Ordem de Honra da Estrela Amarela, Suriname (Grã-Cruz e Grande-Colar) (10/01)
- Ordem do Libertador, Venezuela (Colar) (04/07)
- 1964 Ordem “Águila Azteca”, México (Banda) (17/11)
- Ordem “Águila Azteca”, México (Colar) (19/02)
- 1984 Ordem “Aguila Azteca", México (Grã-Cruz) (19/02)
- Ordem da Cruz Dupla Branca 1a. Classe, Eslováquia (Grã-Cruz)(10/07)
- 2000 Ordem Rei Abdul Aziz, Arábia Saudita (Grande-Colar) (18/09)
- Ordem Nacional “Steaua României”, Romênia (Colar) (17/07)
- Ordem da Águia Branca, Polônia (Grande Colar) (21/02)
- 1999 Ordem do Elefante, Dinamarca (Grã-Cruz) (03/05)
- 1998 Medalha de Ouro da Câmara dos Deputados, Espanha (23/07)
- Ordem “Isabel la Católica”, Espanha (Grã-Cruz e Grande-Colar) (17/04)
- Medalha de Ouro de Galicia, Espanha (20/03)
- Insígnia da "Americas Society Gold Medal", Estados Unidos (08/06)
- 1997 Ordem do Banho, Reino Unido (Grã-Cruz e Grande-Colar) (02/12)
- Ordem do Mérito Libanês (Grau Extraordinário) (02/09)
- Medalha Amilcar Cabral, Guiné Bissau (08/07)
- Ordem do Mérito da República da Hungria, (Grã-Cruz) (03/04)
- Ordem da Rosa Branca, Finlândia (Grã-Cruz e Grande-Colar) (24/02)
- “Equitem Torquatum Ordinis Piani”, Santa Sé, (Grande-Colar) (14/02)
- 1996 Ordem da Boa Esperança, República da África do Sul (Grã-Cruz) (26/11)
- Ordem da “Légion d'Honneur", França (Grã-Cruz) (28/05)
- Ordem Suprema do Crisântemo, Japão (Grã-Cruz) (13/03)
- Grande Ordem de Mugunghwa, Coréia (Colar) (11/09)
- 1995 Ordem “Darjah Utama Seri Makhota Negara”, Malásia (Colar) (18/12)
- Ordem do Príncipe Iaroslav, “o Sábio”, Ucrânia (Grande-Colar) (25/10)
- Ordem do Mérito da República Federal da Alemanha (Grã-Cruz) (18/09)
- Ordem do Mérito da República Polonesa, Polônia (Grã-Cruz) (20/02)
- Ordem do Mérito da República Italiana (Grã-Cruz e Grande-Colar) (26/06)
- 1985 Ordem da “Légion d'Honneur", França (Cavaleiro)
- Condecorações Portuguesas
  - Grã-Cruz da Ordem do Mérito de Portugal (26 de novembro de 1987)
  - Grande-Colar da Ordem da Liberdade de Portugal (4 de outubro de 1995)
  - Grande-Colar da Ordem Militar de Sant'Iago da Espada de Portugal (18 de agosto de 1997)
  - Grande-Colar da Ordem do Infante D. Henrique de Portugal (14 de março de 2000)
  - Grã-Cruz da Ordem Militar da Torre e Espada, do Valor, Lealdade e Mérito de Portugal (6 de novembro de 2002)
  - Medalha de Ouro, Câmara Municipal de Santarém, Portugal (22/04)

## DoutoradosHonoris Causa
| Ano  | Universidade                                         | País           | Refs   |
| ---- | ---------------------------------------------------- | -------------- | ------ |
| 2019 | Universidade Metodista de São Paulo                  | Brasil         | [ 6 ]  |
| 2016 | Universidade Harvard                                 | Estados Unidos | [ 7 ]  |
| 2012 | Universidade Autônoma de Lisboa                      | Portugal       | [ 4 ]  |
| 2012 | Instituto Universitário de Lisboa                    | Portugal       | [ 8 ]  |
| 2007 | Universidade de Western Ontário                      | Canadá         | [ 9 ]  |
| 2005 | Universidade de Montréal                             | Canadá         | [ 10 ] |
| 2004 | The City University of New York                      | Estados Unidos | [ 4 ]  |
| 2004 | Universidade de Massachusetts                        | Estados Unidos | [ 4 ]  |
| 2004 | Universidade de Brown                                | Estados Unidos | [ 4 ]  |
| 2004 | Universidade Nacional de Três de Febrero             | Argentina      | [ 4 ]  |
| 2002 | Universidade de Oxford                               | Inglaterra     | [ 11 ] |
| 2002 | Universidade Cândido Mendes                          | Brasil         | [ 12 ] |
| 2002 | Universidade de Salamanca                            | Espanha        | [ 13 ] |
| 2002 | Universidade de Konstantin Filozof                   | Eslovênia      | [ 14 ] |
| 2002 | Universidade de Moscou                               | Rússia         | [ 4 ]  |
| 2001 | Universidade Hebraica de Jerusalém                   | Israel         | [ 15 ] |
| 2001 | Faculdade Latinoamericana de Ciências Sociais        | Costa Rica     | [ 4 ]  |
| 1997 | Universidade de Cambridge                            | Inglaterra     | [ 16 ] |
| 1997 | London School of Economics - Universidade de Londres | Inglaterra     | [ 17 ] |
| 1997 | Universidade Soka                                    | Japão          | [ 4 ]  |
| 1997 | Universidade de Bolonha                              | Itália         | [ 4 ]  |
| 1996 | Universidade Lumière Lyon 2                          | França         | [ 4 ]  |
| 1996 | Universidade Sofia                                   | Japão          | [ 4 ]  |
| 1995 | Universidade Livre de Berlim                         | Alemanha       | [ 4 ]  |
| 1995 | Universidade do Porto                                | Portugal       | [ 4 ]  |
| 1995 | Universidade de Coimbra                              | Portugal       | [ 4 ]  |
| 1995 | Universidade Central de Venezuela                    | Venezuela      | [ 4 ]  |
| 1993 | Universidade de Chile                                | Chile          | [ 4 ]  |
| 1991 | Universidade de Notre Dame                           | Estados Unidos | [ 4 ]  |
| 1978 | Universidade Rutgers                                 | Estados Unidos | [ 18 ] |

## Outras Honrarias Acadêmicas[4]
- 2008 Sócio correspondente da Academia de Ciências de Lisboa, Portugal (30/01)
- 2004 “Distinguished Senior Scholar”, International Studies Association, Montréal, Canada, (março)
- 2003 “Fisher Family Distinguished International Fellow”, John F. Kennedy School of Government, Universidade de Harvard, Cambridge, Estados Unidos
- 2002 Medalha de la Universidad Tecnológica del Peru, Peru (23/09)
- 1998 Membro Honorário da Academia Brasileira de Ciência Política (12/02)
- 1997 Palmas Acadêmicas, Academia Brasileira de Letras (20/07)
- 1996 Medalha da Reitoria das Universidades de Paris, França (29/05)
- Medalha da Academia Nacional de Medicina (12/04)
- 1991 Eleito Professor Emérito da Universidade de São Paulo
- 1987 Eleito Membro da Associação Internacional “Maison d'Auguste Comte”, França
- 1984 Eleito "Foreign Member" da American Academy of Arts and Sciences, Cambridge, Estados Unidos.
- 1982 “Palmes Académiques”, França (Oficial)

## Prêmios[4]
- 2012 “John W. Kluge”, Library of Congress, Washington, Estados Unidos (10/07)
- “Personalidade do Ano”, International Writers and Artists Association, Estados Unidos
- 2009 “Florestan Fernandes”, Sociedade Brasileira de Sociologia, Rio de Janeiro (28/07)
- 2007 “Personalidade França Brasil 2007”, Câmara de Comércio França Brasil, Rio de Janeiro (11/12)
- 2005 “Interamérica”, Organização Universitária Interamericana (04/10)
- 2003 “J. William Fulbright para o Entendimento Internacional” (02/10)
- “Notre Dame de Distinção no Serviço Público na América Latina”, Universidade de Notre Dame, Indiana, Estados Unidos (05/01)
- 2002 “Mahbub ul Haq por Notável Contribuição ao Desenvolvimento Humano”, PNUD/ONU, New York, Estados Unidos (dez.)
- 2000 “Príncipe das Astúrias de Cooperação Internacional 2000”, Espanha (14/06)
- Mérito da Association des Comités Nationaux Olympiques (24/05)
- 1998 “Felipe Herrera Lane”, Santiago de Chile (19/04)
- 1997 Interamericano de Liderança, Fundação Pan Americana de Desenvolvimento da Desenvolvimento da Organização dos Estados Americanos, Washington, D.C. (25/04)
- “José Olympio” de Apoio ao Livro, Sindicato Nacional dos Editores de Livros (14/08)
- Prêmio Especial de 1996, Associação dos analistas do Mercado de Capitais – ABAMEC (15/08)
- 1996 Prêmio Aberp Formador de Opinião, Associação Brasileira de empresas de Relações Públicas e comunicação – ABERP (out)
- Prêmio Internacional Soka Gakkai, Paz e Cultura, Japão (10/09)
- Prêmio de Incentivo ao Ensino Fundamental Santista, Fundação Moinho Santista (30/04)
- 1984 Troféu Juca Pato – Intelectual do ano, União Brasileira de Escritores de São Paulo

## Honrarias
Foi considerado pela revista Época um dos cem brasileiros mais influentes em 2007, 2009, 2010, 2011, 2012, 2013 e 2014.
Em setembro de 2012, no programa feito O Maior Brasileiro de Todos os Tempos, do Sistema Brasileiro de Televisão, ficou entre os doze finalistas, classificando-se como o décimo colocado – tendo ficado a frente do piloto Ayrton Senna e do também ex-presidente Luiz Inácio Lula da Silva.